# Clydach, Monmouthshire
Clydach är en by i Monmouthshire i Wales. Byn är belägen 36,9 km 
från Cardiff. Orten har 731 invånare (2016).